# SMS Posen
SMS Posen – jeden z czterech pancerników typu Nassau, pierwszych drednotów zbudowanych dla Kaiserliche Marine. Stępkę okrętu położono w stoczni Germaniawerft w Kilonii 11 czerwca 1907, zwodowano go 13 grudnia 1908. Jednostka weszła do służby 31 maja 1910. Okręt był wyposażony w artylerię głównego kalibru składającą się z dwunastu dział kal. 280 mm znajdujących się w sześciu wieżach ułożonych w charakterystyczny heksagonalny sposób.
Okręt służył wspólnie z siostrzanymi pancernikami przez większość I wojny światowej. Wielokrotnie brał udział w patrolach na Morzu Północnym, gdzie uczestniczył w kilku akcjach. Największą z nich była bitwa jutlandzka 31 maja – 1 czerwca 1916, podczas której „Posen” był mocno zaangażowany w nocne starcia z lekkimi siłami brytyjskimi. W ich trakcie pancernik przypadkowo staranował krążownik lekki „Elbing”, który odniósł duże uszkodzenia i został samozatopiony tej samej nocy.
Okręt brał także udział w działaniach na Morzu Bałtyckim przeciwko marynarce rosyjskiej. W czasie pierwszej takiej akcji „Posen” wspierał niemieckie siły w czasie bitwy w Zatoce Ryskiej. „Posen” wrócił ponownie na Bałtyk w 1918, by wspierać rząd Finlandii przeciwko bolszewikom. Po zakończeniu wojny okręt pozostał w Niemczech, podczas gdy większość floty została internowana, a następnie uległa samozatopieniu w Scapa Flow. „Posen” został przekazany Brytyjczykom w zastępstwie za utracone wówczas okręty. Wkrótce sprzedano go do stoczni rozbiórkowej w Holandii i zezłomowano w 1922.

## Zamówienie i budowa
SMS Posen został zamówiony pod tymczasową nazwą „Ersatz Baden”, jako następca SMS „Baden”, jednego z wycofywanych pancerników typu Sachsen. Kontrakt na jego budowę (numer stoczniowy 132) zawarto 13 listopada 1906, a stępkę położono 11 czerwca 1907 w stoczni Germaniawerft w Kilonii, w obecności nadprezydenta Prowincji Poznańskiej, od której otrzymał swą nazwę, Wilhelma von Waldowa . Podobnie jak w przypadku pozostałych siostrzanych jednostek, prace prowadzone były w absolutnej tajemnicy: oddziały żołnierzy chroniły stocznię oraz firmy dostawców podzespołów i materiałów, takich jak Krupp. Uroczystość wodowania odbyła się półtora roku później, 13 grudnia 1908. Próby stoczniowe przeprowadzono w kwietniu 1910, następnie do maja prowadzono ostatnie prace wyposażeniowe. Pancernik wszedł do służby we flocie 31 maja. Próby odbiorcze były prowadzone później i zakończono je 27 sierpnia. Całkowity koszt budowy wyniósł 36 920 000 marek w złocie .

## Opis konstrukcji

Plany jednostki typu Nassau prezentujące rozmieszczenie wież artylerii głównej

„Posen” miał 146,1 metra długości całkowitej (145,6 metra na konstrukcyjnej linii wodnej), 26,9 metra szerokości i zanurzenie maksymalne 8,9 metra. Według różnych źródeł wartości wyporności konstrukcyjnej i pełnej wynosiły odpowiednio: 18 873 i 20 535 ton metrycznych, 18 569 i 20 535 ton metrycznych  lub 18 570 i 21 000 (pełna głęboka) ton angielskich. Gładkopokładowy kadłub, o charakterystycznej dla niemieckich dużych okrętów tego okresu konstrukcji opartej o mieszany, wzdłużno-poprzeczny układ wiązań podzielony był grodziami na 19 przedziałów wodoszczelnych.
Okręt był wyposażony w trzy pionowe trzycylindrowe maszyny parowe potrójnego rozprężania o łącznej nominalnej mocy indykowanej 22 000 KM, umieszczone w oddzielnych maszynowniach, napędzające trzy czterołopatowe śruby o średnicy 5 metrów . Ponieważ niemieckie stocznie nie miały doświadczenia w instalowaniu na okrętach turbin parowych, a kierowane przez admirała Tirpitza Ministerstwo Marynarki (Reichsmarineamt) zaufania do nowinek technologicznych, wybrano tradycyjny rodzaj napędu. Parę do maszyn dostarczało 12 opalanych węglem dwupaleniskowych kotłów wodnorurkowych typu Schulz-Thornycroft o ciśnieniu roboczym 16 atmosfer, umieszczonych w sześciu kotłowniach . Na próbach morskich „Posen” osiągnął moc indykowaną 28 114 KM i prędkość maksymalną 20 węzłów przy 123 obrotach śrub na minutę. Normalny zapas węgla wynosił 950 ton, maksymalny 2700 ton , co zapewniało zasięg 9400 mil morskich przy prędkości ekonomicznej 10 węzłów. Zimą 1915 w kotłach zainstalowano dodatkowo rozpylacze paliwa płynnego, ułatwiające rozpalenie i szybkie zwiększenie ilości wytwarzanej pary. Zapas paliwa zwiększył się w związku z tym o 160 ton ropy . Okręt dysponował dwoma równoległymi sterami.
„Posen” był uzbrojony w dwanaście dział kal. 28 cm SK L/45 umieszczonych w sześciu dwudziałowych wieżach, z zapasem 900 jednostek amunicji. Ponieważ siłownia okrętowa, z dużymi wertykalnymi maszynami parowymi zajmowała dużo miejsca na śródokręciu, wieże ustawione były w nietypowej, heksagonalnej konfiguracji: po jednej na pokładzie dziobowym i rufowym, oraz po dwie na każdej z burt na śródokręciu . Artyleria średniego kalibru składała się z dwunastu dział kal. 15 cm SK L/45 z zapasem 1800 pocisków, umieszczonych po sześć na burtę w kazamatach na pokładzie bateryjnym na śródokręciu, przy czym trzy z każdej burty mogły prowadzić ostrzał w kierunku dziobu, a trzy w kierunku rufy. Do zwalczania mniejszych jednostek przeznaczone było początkowo 16 dział kal. 8,8 cm SK L/45 z zapasem 2400 jednostek amunicji, z których 12 umieszczono w kazamatach: cztery na dziobie i cztery na rufie na pokładzie bateryjnym, cztery w dziobowej nadbudówce, zaś ostatnie cztery na odkrytych stanowiskach na nadbudówce rufowej . W 1915 zdjęto dwa z nich, instalując w zamian na pokładzie ochronnym dwa działa przeciwlotnicze kal. 8,8 cm L/45 C/13. Na przełomie lat 1916 i 1917 zdemontowano wszystkie pierwotne działa 8,8 cm, dodając jeszcze dwa działa przeciwlotnicze tego samego kalibru. Okręt był także wyposażony w sześć podwodnych wyrzutni torped kal 45 cm, z zapasem 16 torped. Jedna wyrzutnia była zamontowana na dziobie, jedna na rufie, a po dwie na każdej burcie na obu krańcach cytadeli pancernej. Całość uzbrojenia artyleryjskiego, podobnie jak płyt pancernych, pochodziła z zakładów Kruppa .
Głównym elementem opancerzenia okrętu był znajdujący się na konstrukcyjnej linii wodnej burtowy pas pancerny grubości 290 mm (według jednego ze źródeł 305 mm) i wysokości 1,22 metra, rozciągający się pomiędzy zewnętrznymi skrajami barbet dziobowej i rufowej wieży artyleryjskiej. Pod nim, do głębokości 1,6 metra poniżej linii wodnej, umieszczono drugi pas pancerny grubości 170 mm. Powyżej linii wodnej pancerz burtowy miał maksymalną grubość 160 mm, w kierunku dziobu i rufy zmniejszającą się do 80 mm . Tworzył on ściany cytadeli pancernej, chroniącej najważniejsze mechanizmy okrętowe, a zamkniętej z przodu i z tyłu poprzecznymi grodziami grubości do 200 mm. Główny pokład pancerny miał grubość do 38 mm w części horyzontalnej, do 58 mm na skosach łączących go z pancerzem burtowym, oraz do 90 mm na rufie, ponad mechanizmem sterowym. Barbety wież artylerii głównej miały maksymalną grubość 280 mm, podobnie jak płyty czołowe wież. Kazamaty dział średniego kalibru były chronione od czoła pancerzem grubości 160 mm, główne stanowisko dowodzenia do 400, zapasowe do 220 mm. Ochronę przed skutkami podwodnych eksplozji zapewniały ciągłe grodzie przeciwtorpedowe grubości do 30 mm, rozciągające się pomiędzy barbetami skrajnych wież artyleryjskich, w odległości 4 metrów od burt, oraz podwójne dno, obejmujące 88% długości kadłuba. Do ostatnich miesięcy 1916 roku okręt posiadał sieci przeciwtorpedowe na wytykach, zdemontowane później jako nieskuteczne .

## Służba
Pierwszym dowódcą okrętu został komandor (Kapitän zur See) Otto Back . Po zakończeniu prób w sierpniu 1910 „Posen” opuścił Kilonię i przepłynął do Wilhelmshaven, gdzie dotarł 7 września. Jako że Kaiserliche Marine cierpiała na chroniczny brak wyszkolonych marynarzy, wielu członków załogi było wtedy przydzielonych do innych okrętów. Członkowie ci zostali zastąpieni przez personel starego predrednota SMS „Wittelsbach”, który został wycofany ze służby 20 września. Po wejściu do służby wszystkie cztery jednostki typu Nassau służyły jako jedna formacja – 2 Dywizjon I Eskadry Pancerników – gdzie „Posen” pełnił funkcję okrętu flagowego.
Pancernik przed wybuchem wojny brał udział w szkoleniach wraz z resztą floty. Pod koniec 1910 flota odbyła rejs szkolny na Bałtyku. Kolejnego roku flota odbyła manewry w maju, następnie w lipcu odbył się coroczny letni rejs do Norwegii. W kolejnym roku szkolenia odbywały się w podobny sposób, ale letni rejs do Norwegii został przerwany przez kryzys agadirski. W rezultacie zdarzeń letni rejs szkoleniowy odbył się tylko na Bałtyku. We wrześniu ćwiczenia przeprowadzono w pobliżu Helgolandu na Morzu Północnym. Rejs zimowy na Bałtyku zakończył większe ćwiczenia w tym roku. Rejsy szkoleniowe prowadzono normalnie w 1913 i 1914 – rejs letni ponownie przeprowadzono w kierunku Norwegii. Jednak w rejsie w 1914 flota opuściła wody norweskie 14 lipca, około dwa tygodnie po zabójstwie księcia Ferdynanda w Sarajewie. Prawdopodobieństwo wybuchu wojny spowodowało skrócenie rejsu – „Posen” wraz z resztą floty powrócił 29 lipca do Wilhelmshaven.

### I wojna światowa
O północy 4 sierpnia Wielka Brytania wypowiedziała wojnę Niemcom. „Posen”, którego dowódcą był wówczas komandor Richard Lange i który pełnił funkcję okrętu flagowego dla kontradmirała Friedricha Gädecke , wraz z resztą floty odbył kilka rejsów na Morze Północne, wspierając krążowniki liniowe I Grupy Rozpoznawczej kontradmirała Franza von Hippera. Krążowniki przeprowadziły ataki na przybrzeżne miasta brytyjskie, próbując wyciągnąć z portów część Grand Fleet na pełne morze, gdzie okręty brytyjskie mogłyby zostać zniszczone przez główne siły Hochseeflotte. Najpoważniejszą taką operacją było bombardowanie Scarborough, Hartlepool i Whitby w dniach 15–16 grudnia 1914. Wieczorem 15 grudnia niemiecka flota liniowa złożona z 12 drednotów – w tym „Posen” i jego trzy okręty siostrzane – oraz ośmiu przeddrednotów, znalazła się w odległości 10 mil morskich od samotnej eskadry sześciu brytyjskich pancerników. Jednak starcie lekkich sił eskorty obu flot, toczone w zapadających ciemnościach, przekonało niemieckiego dowódcę, admirała von Ingenohla, że staje on do walki z całą Grand Fleet już rozwiniętą w formację bojową. Postępując według rozkazów cesarza Wilhelma II nakazujących unikania zbędnego ryzykowania siłami floty, von Ingenohl oderwał się od przeciwnika i zawrócił swoje siły do Niemiec.

#### Operacja w Zatoce Ryskiej
W sierpniu 1915 Kaiserliche Marine zwiększyła swe zaangażowanie na Morzu Bałtyckim, w rejonie Zatoki Ryskiej. Do operujących już na tym obszarze sił wiceadmirała Ehrhardta Schmidta dołączyły wydzielone ze składu Hochseeflotte: I Eskadra Pancerników („Posen” i jego trzy okręty siostrzane oraz cztery pancerniki typu Helgoland) i krążowniki liniowe „Von der Tann”, „Moltke” oraz „Seydlitz” wraz z lżejszymi i pomocniczymi jednostkami, pod dowództwem wiceadmirała Hippera. Ogólne dowództwo objął wiceadmirał Schmidt, który wybrał „Posen” na swój okręt flagowy . Zadaniem tego, największego w dotychczasowym przebiegu wojny na Bałtyku zespołu, było wsparcie oddziałów armii niemieckiej mających zdobyć Rygę. W tym celu niemieccy dowódcy opracowali plan, zakładający przetrałowanie Cieśniny Irbeńskiej, atak na stacjonujące w Zatoce Ryskiej siły rosyjskie (wzmocnione w tym czasie przedrednotem „Sława”), opanowanie tego akwenu i zbombardowanie broniącej dostępu do Rygi twierdzy Dźwinoujście. Na północnych podejściach do Zatoki Ryskiej, w Cieśninie Moonsundzkiej, miała zostać postawiona zagroda minowa, uniemożliwiająca Rosjanom wzmocnienie swych sił tą drogą. Drednotom I Eskadry oraz krążownikom liniowym powierzono zadanie ubezpieczania akcji od strony pełnego morza. Pierwsza próba, podjęta 8 sierpnia, dzień po przybyciu w rejon walk sił wydzielonych z Hochseeflotte, była nieudana, gdyż utrata na minach kilku mniejszych jednostek i udana obrona Rosjan spowodowały, że wydzielony w tym celu stawiacz min „Deutschland” nie był w stanie postawić zagrody minowej w Moonsundzie.

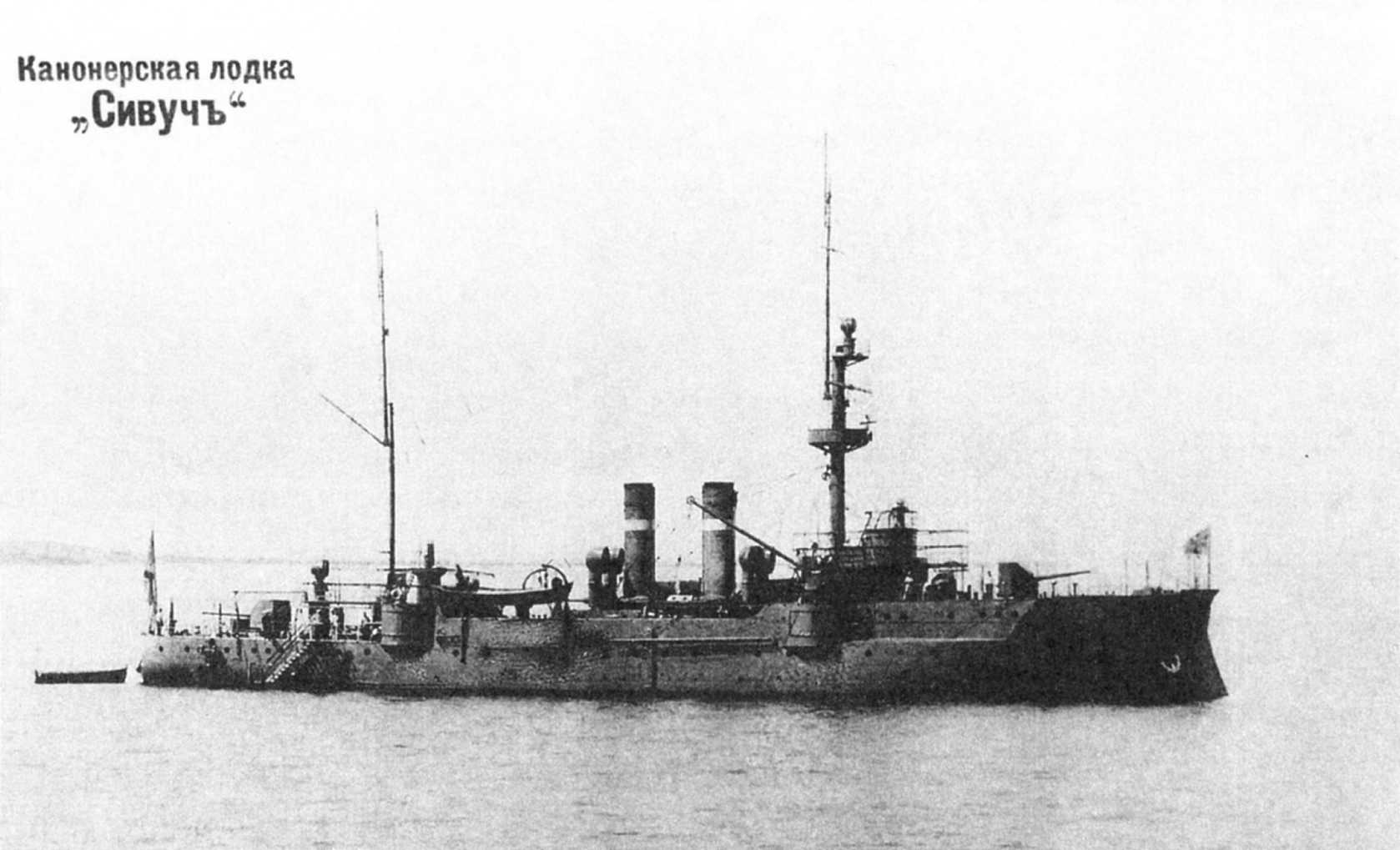
Rosyjska kanonierka „Siwucz”

Druga próba sforsowania rosyjskiej obrony zatoki rozpoczęła się 16 sierpnia o godzinie 4.00 rano. Do sił uderzeniowych dołączyły drednoty „Posen” i „Nassau”, które zastąpiły dwa starsze predrednoty. Korzystając z mgły pokrywającej akwen, niemieckie trałowce poczyniły do popołudnia znaczne postępy. Na ogień ostrzeliwującej je „Sławy” odpowiadały przed wieczorem także „Posen” i „Nassau”, których ogień był korygowany z punktów obserwacyjnych na brzegu. Noc z 16 na 17 sierpnia upłynęła na starciach niszczycieli obu stron. Następnego dnia oba niemieckie drednoty ponownie skoncentrowały ogień swojej artylerii na „Sławie”, trafiając ją trzykrotnie z dużego dystansu i zmuszając tym dowództwo rosyjskie do wycofania większości okrętów w kierunku Cieśniny Moonsundzkiej. Do wieczora 18 sierpnia trałowce oczyściły z min i zagród przeciw okrętom podwodnym Cieśninę Irbeńską, a główne siły niemieckie skierowały się na północ w poszukiwaniu jednostek przeciwnika. 19 sierpnia, po natknięciu się na nowo postawioną zagrodę minową zawróciły jednak w kierunku Dźwinoujścia. Wieczorem tego dnia wsparły własne siły lekkie w pojedynku artyleryjskim z rosyjskimi kanonierkami „Siwucz” i „Koriejec”. „Siwucz”, rozbity ogniem artylerii „Posena” z dystansu około 1000 metrów, zatonął z dużymi stratami wśród załogi: uratowano 50 osób. „Koriejec”, uciekając, osiadł na przybrzeżnych skałach i następnego dnia został zniszczony przez własną załogę. Także 19 sierpnia brytyjski okręt podwodny E1 storpedował krążownik liniowy „Moltke”, co stało się przyczyną podjęcia przez wiceadmirała Schmidta decyzji o zakończeniu operacji i wycofaniu własnych jednostek z niebezpiecznego akwenu. 21 sierpnia admirał zdjął swoją flagę z „Posen” i rozwiązał zespół okrętów.

#### Powrót na Morze Północne
27 sierpnia „Posen” wraz z resztą floty wrócił na kotwicowiska położone na Morzu Północnym . Następna operacja miała na celu rajd na Morze Północne. Odbyła się 11–12 września, jednak bez spotkania z wrogiem. Kolejny rejs floty odbył się w dniach 23–24 października, ponownie bez spotkania sił brytyjskich. 4 marca 1916 „Posen”, „Nassau”, „Westfalen” i „Von der Tann” wypłynęły w rejon ławicy Amrum, by osłaniać powrót do portu krążownika pomocniczego „Möwe”, który wracał z rejsu korsarskiego.
Kolejna akcja, znów bez starcia z wrogiem, odbyła się w dniach 21–22 kwietnia 1916, mając na celu osłonę misji bombardowania brytyjskich miejscowości. „Posen” dołączył do zespołu osłony. Sama akcja nie przyniosła znaczniejszych rezultatów: atakowane przez lekkie siły okręty niemieckie wycofały się, zanim jednostki Grand Fleet zdołały się do nich zbliżyć, a wcześniej, w trakcie rejsu w kierunku wybrzeży brytyjskich, krążownik liniowy „Seydlitz” odniósł uszkodzenia w wyniku eksplozji brytyjskiej miny.

#### Bitwa jutlandzka

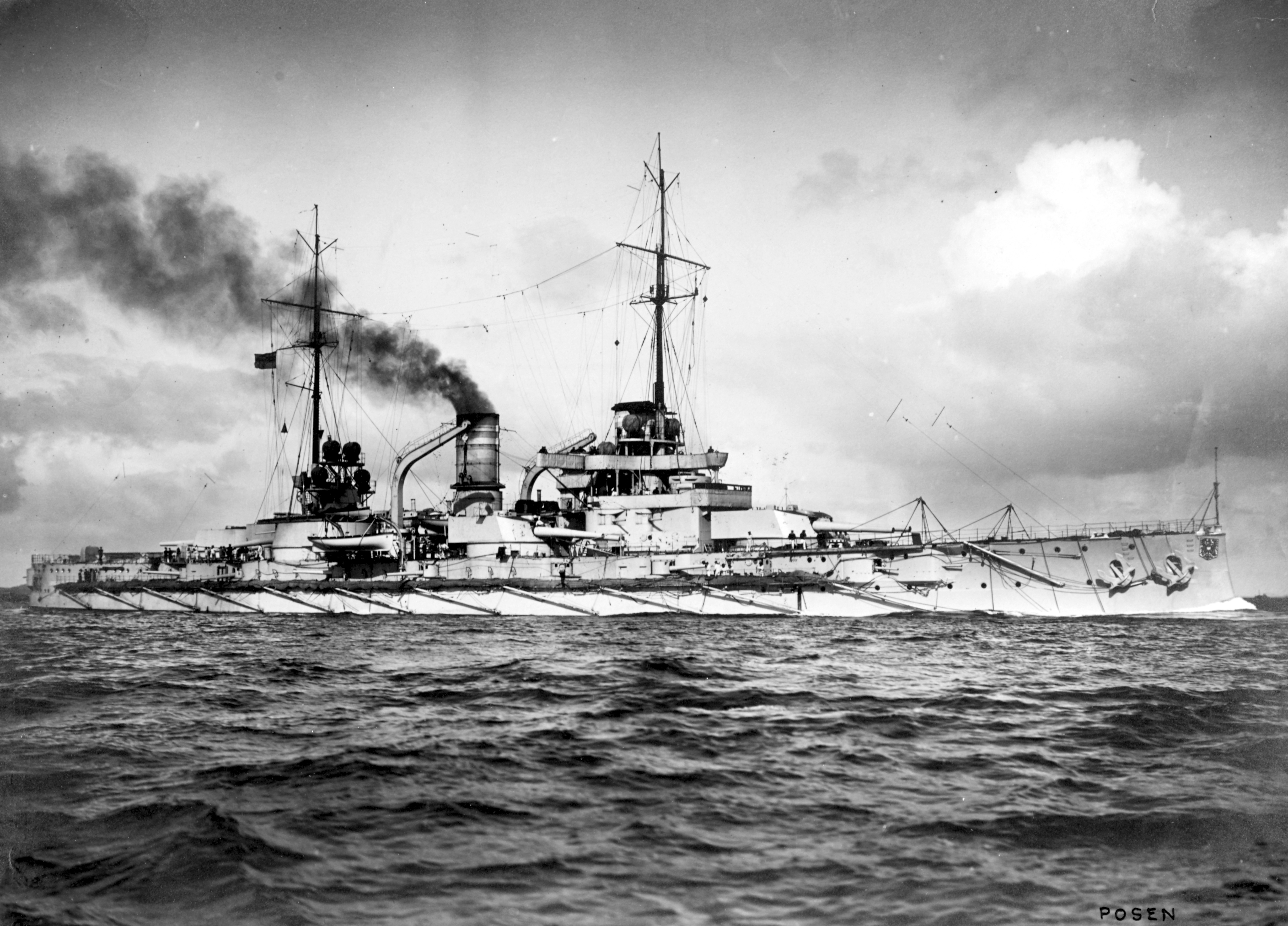
SMS „Posen”

Admirał Reinhard Scheer, który zastąpił admirałów von Ingenohla i von Pohla na stanowisku dowódcy floty, początkowo zaplanował kolejny atak na brytyjskie wybrzeże. Jednak uszkodzenie „Seydlitza” i problemy techniczne na kilku drednotach III Eskadry Pancerników opóźniły wykonanie planu do końca maja. Niemiecka flota liniowa opuściła ujście Jade 31 maja o 03.30. „Posen” został przydzielony do 2 Dywizjonu I Eskadry jako okręt flagowy kontradmirała Waltera Engelhardta. „Posen” był pierwszym okrętem dywizjonu, prowadząc formacje czterech siostrzanych okrętów. 2 dywizjon był ostatnią jednostką drednotów we flocie, po nich płynęły jedynie starsze przeddrednoty z II Eskadry.
Pomiędzy 17.48 i 17.52 doszło do spotkania formacji, w skład której wchodził „Posen” i dziesięć innych niemieckich pancerników, z brytyjską 2 Eskadrą Krążowników Lekkich, jednak odległość i słaba widoczność uniemożliwiały efektywny ogień. Krótko potem dwa brytyjskie niszczyciele: „Nomad” i „Nestor” znalazły się pod intensywnym ostrzałem niemieckiej linii bojowej. „Posen” strzelał do „Nestora” dwiema wieżami artylerii głównej i bronią średniego kalibru. O 18.35 „Nestor” eksplodował i zatonął po tym, jak ogień w jego kierunku prowadziło osiem pancerników. O 20.15 niemiecka flota zetknęła się z Grand Fleet po raz drugi i była zmuszona do wykonania zwrotu. By to zrobić, odwrócono kierunek niemieckiej linii. „Posen” znalazł się w ten sposób na czwartej pozycji w szyku, za rufami swoich trzech siostrzanych jednostek. Około 21.20 niektóre z niemieckich drednotów wdały się w krótką wymianę ognia z brytyjskimi krążownikami liniowymi. „Posen” był jedynym okrętem I Eskadry Bojowej mogącym skutecznie ostrzelać cel, którym okazały się być HMS „Princess Royal” i HMS „Indomitable”. „Posen” otworzył ogień o 21.28 z odległości około 10 000 m. Jego artylerzyści zaliczyli jedno trafienie na „Princess Royal” o 21.32 i kilkakrotnie obramowali pociskami „Indomitable”, zanim wstrzymali ogień o 21.35.
Około 30 minut po północy 1 czerwca prowadzące jednostki niemieckiej linii bojowej napotkały brytyjskie niszczyciele i krążowniki. W intensywnym boju na krótkim dystansie, jaki wtedy się wywiązał, niemieckie pancerniki, w tym „Posen”, otworzyły ogień do kilku brytyjskich okrętów. W zamieszaniu krążownik lekki „Elbing” przeszedł przez niemiecką formację i znalazł się bezpośrednio przed dziobem „Posen”. Pancernik wyszedł z kolizji nieuszkodzony, ale obie maszynownie „Elbinga” zostały zalane i okręt zastopował. Dwie i pół godziny później dowódca krążownika spostrzegł kilka zbliżających się brytyjskich niszczycieli i wydał rozkaz samozatopienia okrętu. Krótko przed 1.00 niemiecka flota ponownie napotkała flotyllę brytyjskich niszczycieli. Kilka minut później artyleria „Posen” otworzyła na niewielkim dystansie (800 do 1600 metrów) ogień do HMS „Fortune” i HMS „Porpoise”. Pierwszy z nich szybko zatonął pod ogniem kilku pancerników, ale wcześniej udało mu się wystrzelić dwie torpedy. „Posen” wymanewrował je jednak . „Porpoise” został uszkodzony. O 01.25 „Westfalen” oświetlił niszczyciel HMS „Ardent” i otworzył ogień. „Posen” wkrótce potem dołączył do walki i zgłosił kilka trafień z odległości 1000–1200 m.
Pomimo zaciekłych nocnych walk główne siły Hochseeflotte przebiły się i dotarły do Horns Rev o 4.00 rano 1 czerwca. Niemiecka flota dotarła do Wilhelmshaven kilka godzin później, podczas gdy „Posen” wraz z kilkoma innymi pancernikami I Eskadry zajęły pozycje obronne na zewnętrznej redzie. W czasie bitwy okręt wystrzelił 52 pociski kal. 28 cm, 64 pociski kal. 15 cm, 32 pociski kal. 8,8 cm. Okręt i jego załoga wyszły z bitwy bez uszkodzeń.

#### Ekspedycja do Finlandii
Po krótkim pobycie w stoczni na przełomie czerwca i lipca, „Posen” wziął udział w dwóch kolejnych, bezowocnych wypadach floty: 18–20 sierpnia oraz 18–20 października 1916. Później, w związku ze znikomą aktywnością Hochseeflotte i przeniesieniem ciężaru prowadzenia wojny morskiej na okręty podwodne, przebywał głównie w bazach nad Morzem Północnym. W lipcu 1917 nowym dowódcą pancernika został komandor Wilhelm von Krosigk . W lutym 1918 Kaiserliche Marine po raz kolejny zwiększyła swoje zaangażowanie na Bałtyku. Rząd nowo ukonstytuowanej Finlandii zwrócił się do Szwecji i Niemiec o pomoc przeciwko oddziałom bolszewickim, które opanowały południe kraju. W połowie lutego flota szwedzka, dowodzona przez wiceadmirała Ehrensvärda, zmusiła do ewakuacji Rosjan stacjonujących na Wyspach Alandzkich. Równocześnie Niemcy, po zerwaniu rozmów pokojowych w Brześciu, rozpoczęli natarcie wzdłuż wybrzeża Bałtyku, 25 lutego wkraczając do bazy Floty Bałtyckiej w Rewlu. Stacjonujące tam okręty rosyjskie zostały ewakuowane do Helsingforsu (tzw. lodowe przejście Floty Bałtyckiej). Aby wesprzeć działania wojsk lądowych, marynarka niemiecka utworzyła Sonderverband Ostsee (Specjalna Jednostka Morza Bałtyckiego), dowodzoną przez kontradmirała Hugo Meurera, której główną siłę stanowiły dwa siostrzane okręty „Posen” – „Westfalen” i „Rheinland”. Na obie jednostki zaokrętowano 14. batalion strzelców. Okręty odpłynęły w kierunku Wysp Alandzkich 24 lutego. Archipelag miał być wysuniętą bazą, zabezpieczającą port w Hanko. Z Hanko niemiecka ekspedycja miała zaatakować Helsinforgs. Zespół dotarł do Wysp Alandzkich 5 marca, napotykając szwedzkie pancerniki obrony wybrzeża „Sverige”, „Thor” i „Oscar II”. W wyniku negocjacji niemieckie siły wylądowały na wyspach 7 marca, a „Westfalen” następnie wrócił do Gdańska, gdzie stacjonował wtedy „Posen”.
31 marca „Posen” i „Westfalen” opuściły Gdańsk, wioząc na pokładach żołnierzy tzw. dywizji bałtyckiej. 3 kwietnia okręty dotarły do Russarö, które było częścią zewnętrznej linii obrony Hanko. Jeszcze tego samego dnia twierdza wpadła w ręce żołnierzy niemieckich. Następnie uderzenie niemieckie zwróciło się w kierunku Helsingforsu. Wobec niebezpieczeństwa, jakie stwarzała dla dużych okrętów żegluga po zaminowanych wodach, kontradmirał Meurer wycofał siły główne do Rewla. Do wybrzeży Finlandii „Posen” i „Westfalen” („Rheinland” wpadł w międzyczasie na skały ) powróciły 11 kwietnia, dwa dni później wyładowując na wybrzeże wydzielony oddział marynarzy. W trakcie walk na lądzie zginęło czterech, a rannych zostało 12 członków załogi pancernika . Od 18 do 20 kwietnia „Posen” asystował przy próbach ściągnięcia z mielizny „Rheinland”. Dwa dni później wszedł na zatopiony wrak w porcie helsińskim, co spowodowało uszkodzenia jednej ze śrub napędowych. W związku z tym 30 kwietnia okręt został wydzielony z Sonderverband Ostsee. Pancernik wrócił do Niemiec, do Kilonii dotarł 3 maja i został odstawiony do suchego doku. Remont trwał do 5 maja.

#### Ostatnie dni wojny
11 sierpnia 1918 pancerniki „Posen”, „Westfalen”, „Kaiser” i „Kaiserin” wypłynęły z Wilhelmshaven jako daleka osłona torpedowców na patrolu w pobliżu Terschelling. 2 października „Posen” został przesunięty na daleką redę Wilhelmshaven, by zapewnić osłonę U-Bootom ewakuowanym z Flotylli Flandryjskiej. W ostatnich dniach października dowództwo Kaiserliche Marine zaplanowało desperacką akcję, mającą doprowadzić do decydującej bitwy morskiej z brytyjską Royal Navy. Miał ją wykonać admirał Franz von Hipper z podległą mu Hochseeflotte. Okręty admirała Hippera, w tym „Posen”, wyszły na redę bazy w Wilhelmshaven w nocy z 29 na 30 października 1918. Jednak zmęczeni wojną niemieccy marynarze nie zamierzali brać udziału w tej, w zasadzie samobójczej misji i odmówili wykonywania rozkazów. W obliczu otwartej rewolty admirał Hipper nakazał okrętom powrót do portów w Wilhelmshaven i Kilonii. Próbując stłumić buntownicze nastroje, admirał Hipper rozkazał rozproszyć flotę. „Posen” i pozostałe okręty I Eskadry Pancerników zostały odesłane na redę i powróciły do Wilhelmshaven 6 listopada. Dzień wcześniej „Posen” został skreślony z listy floty, a 16 grudnia 1918 oficjalnie wycofany ze służby .

### Dalsze losy
11 listopada 1918 weszło w życie zawieszenie broni. Zgodnie z jego ustaleniami jedenaście niemieckich pancerników i pięć krążowników liniowych zostało internowanych w brytyjskiej bazie Scapa Flow na okres negocjacji traktatu pokojowego. Wycofany z linii „Posen” nie znajdował się wśród tych jednostek. 21 czerwca 1919 okręty internowane w Scapa Flow zostały samozatopione. W rezultacie tego zdarzenia „Posen” i pozostałe pancerniki, których nie planowano internować, zostały przejęte przez zwycięzców jako zamienniki za te, które utracono. Przydzielono go Wielkiej Brytanii, został przekazany 13 maja 1920. Brytyjczycy sprzedali go następnie stoczni złomowej z Holandii. Ostatecznie został zezłomowany w Dordrechcie w 1922.